# Kon-Tiki (2012)
Kon-Tiki ist ein norwegisches biografisches Filmdrama aus dem Jahr 2012 über den Forscher und Abenteurer Thor Heyerdahl und seine Kon-Tiki-Expedition sowie deren Mitglieder. Die Regie führten Joachim Rønning und Espen Sandberg. In der Hauptrolle spielte Pål Sverre Valheim Hagen.
Der Film erhielt im Allgemeinen gute bis sehr gute Bewertungen von norwegischen Filmkritikern. Die Herstellungskosten betrugen insgesamt 93 Mio. Kronen, er ist damit der bisher teuerste norwegische Film. Er wurde bislang in 33 Länder verkauft. Kon-Tiki wurde für den Golden Globe und für den Oscar nominiert, jeweils in der Kategorie für den besten fremdsprachigen Film.

## Handlung
Der Film erzählt die dramatisierte Geschichte von Thor Heyerdahl und seiner Expedition im Jahr 1947. Heyerdahl will entgegen der etablierten wissenschaftlichen These über eine Einwanderung aus Asien seine spektakuläre Theorie beweisen, dass Polynesien vor 1500 Jahren von Südamerika besiedelt wurde. Um seine Theorie zu untermauern, will er eine Überfahrt organisieren, so wie sie damals stattgefunden haben könnte. Dabei will er die Möglichkeiten und Mittel nutzen, die den potentiellen Siedlern zur Verfügung gestanden hätten.
Heyerdahl tut sich mit fünf anderen Männern zusammen, dem Ingenieur Herman Watzinger, dem Funker Torstein Raaby, dem Etymologen Knut Magne Haugland, dem Koch Bengt Danielson und dem Seemann und Kunstmaler Erik Hesselberg. Nachdem sie sich in Norwegen zusammengefunden haben, fliegen sie nach Peru, um ihre Reisevorbereitungen abzuschließen. Es ist sehr schwierig, Geld für das Vorhaben aufzutreiben. Die Männer bauen dort gemeinsam nach angenommener alter südamerikanischer Tradition ein Floß aus Balsaholz-Stämmen. Auf dem Deck steht eine Hütte und ein Mast hält das rechteckige Segel. Heyerdahl tauft das Floß auf den Namen Kon-Tiki, einem Schöpfergott aus der Mythologie der Inkas, der auch als Qun Tiksi Wiraqucha bekannt ist. Die fünf jungen Abenteurer um Heyerdahl kannten sich vor Beginn der Expedition nicht oder kaum, und nur einer von ihnen hatte Erfahrungen im Segeln. Heyerdahl selbst hat außerdem ein wenig Angst vor Wasser und kann nicht schwimmen. Er ist aber um jeden Preis bereit, alles für sein Vorhaben zu riskieren. Während der Floßfahrt trennt sich Heyerdahls Frau von ihm.
Vom peruanischen Callao aus beginnen sie mit ihrer langen, beschwerlichen und gefährlichen Reise durch den Pazifik. Zunächst treiben sie auf einem falschen Kurs, bis die Meeresströmung sie dann nach Polynesien führt. Heyerdahls Mannschaft verfügt außer dem Funkgerät über keine zeitgemäße Ausrüstung und ist Tag für Tag den Naturgewalten und zahlreichen Entbehrungen ausgesetzt. Die Bindungen der Baumstämme lockern sich und Watzinger bittet Heyerdahl eindringlich, sie mit modernem Stahlseil zu sichern. Heyerdahl lehnt das ab.
Die Expedition wird trotz einiger Rückschläge ein Erfolg und schließlich legen sie mit dem Kon-Tiki-Floß etwa 7.000 Kilometer (3.770 sm) bei einer Durchschnittsgeschwindigkeit von 1,5 Knoten zurück. Nach 101 Tagen läuft das Floß vor Raroia im Tuamotu-Archipel auf Grund. Heyerdahl kann so zeigen, dass die Überfahrt mittels eines einfachen Floßes schon damals möglich gewesen wäre.

## Hintergründe

### Entstehung
1950 veröffentlichte Thor Heyerdahl einen selbst produzierten Dokumentarfilm unter dem gleichnamigen Titel Kon-Tiki, bei dem die Expeditionsmitglieder beteiligt waren. Bei diesem Film wurden einige selbst gemachte authentische Foto- und Filmaufnahmen von ihrer Überfahrt einbezogen. Der Dokumentarfilm von 1950 gewann 1952 einen Oscar in der Kategorie „Bester Dokumentarfilm“. 1955 präsentierte Heyerdahl mit Galapagos einen weiteren Dokumentarfilm zum selben Thema.
2012 wurde in Norwegen begonnen, den Spielfilm zu dem Thema zu produzieren. Als Drehorte wurden Orte und Landschaften in Phuket, Thailand, auf den Malediven, in den norwegischen Städten Oslo und Lillehammer, in Bulgarien, Malta, Schweden und in den Vereinigten Staaten gewählt.
Das Osloer Kon-Tiki-Museum präsentierte dazu in einer Extra-Ausstellung die Entwicklung dieses neuen Kon-Tiki-Films.
Der Film wurde in zwei Fassungen gedreht. Für den norwegischen Markt in einer norwegischen und für den Weltmarkt in einer englischen Version. Dabei wurde nicht synchronisiert, sondern die entsprechenden Szenen wurden zweimal gedreht, wodurch die beiden Fassungen im Bild unterschiedlich sind. Aus diesem Grund durfte der amerikanische Filmverleih The Weinstein Company, als er Kon-Tiki im April 2013 in die US-Kinos brachte, nicht mit der Oscar-Nominierung des Films werben, da es sich nach den Regularien der AMPAS bei der englischen Drehfassung um einen anderen Film handelt.

### Darstellung von Watzinger im Film
Der Film wurde für die Darstellung der Person Herman Watzinger kritisiert. Die Nachkommen von Watzinger kritisierten unter anderem, dass Herman Watzinger als zweiter Expeditionskommandant im Film im Aussehen, physisch und im Charakter nicht der realen Person ähnelt.
Diese öffentlichen Kritiken lösten in Norwegen eine größere Debatte über das Ausmaß und den Umgang mit der künstlerischen Freiheit im Film aus, wenn dieser wie Kon-Tiki auf wahren Begebenheiten basiert. Die Tochter von Watzinger gab unter anderem an, dass der Film ein „grob falsches Bild“ von ihrem Vater widerspiegele, während andere die Darstellung von Herman Watzinger sogar als Rufmord bezeichneten. Die Filmemacher gaben im Zuge dieser Diskussionen zu, dass sie eine Interpretation der Person Watzingers im Film zur Spannungserhöhung vorgenommen hätten. Sie bestritten aber grobe Verfälschungen und einen Rufmord um die Person Watzingers.

### Kino-Aufführungen in Norwegen
Kon-Tiki zog bereits am Wochenende der Erstaufführung viele Besucher ins Kino, mehr als zuvor im Vergleich zu jedem anderen norwegischen Film an einem Wochenende mit einem entsprechenden Filmstart. Über 165.000 Menschen sahen den Film innerhalb der ersten drei Tage. Den bisherigen Rekord hielt bis dahin der norwegische Film Max Manus von 2008 mit 134.842 Besuchern.
Nach zwei Wochen überschritt der Film die Marke von über 400.000 Besuchern und war damit 2012 der zweitpopulärste Film Norwegens.
Seit dem dritten Wochenende des Filmstarts waren es rund 550.000 Zuschauer, die den Film in Norwegen sahen. Nach fünf Wochen waren es über 700.000 Besucher und Kon-Tiki gehörte damit zu den meistgesehenen Kinofilmen des Jahres 2012.
Der Film wurde wegen seines Erfolges sechs Wochen lang in norwegischen Kinos vorgeführt.

### Festival-Aufführungen
Kon-Tiki hatte am 23. August 2012 seine Weltpremiere auf Den norske filmfestivalen in Haugesund.
Auf dem Toronto International Film Festival wurde der Film 2012 als Programmteil in einer „Spezial-Präsentation“ vorgestellt und bekam überwiegend gute Kritiken.

## Kritiken
Der Film Kon-Tiki von 2012 erfuhr umfangreiche Kritiken und Bewertungen in der norwegischen Presselandschaft:
- Dagbladet: Kammerspill på åpent hav
- Verdens Gang: Forventningene innfridd
- Filmmagasinet: Hollywoodsk natur-action!
- NRK: Eventyrlysten tyter ut av filmruta!
- Aftenposten: Svært svømmedyktig «Kon Tiki»-Epos
- Dagsavisen: Episk og storslått Kon-Tiki
- Natt&Dag: Kon-Tiki

Internationale Kritiken fielen insgesamt bisher von herzlich bis sehr gut aus.
Kritiken aus Deutschland:

Ulrich Sonnenschein von epd-Film gibt dem Film nur 3 von 5 Sternen. In der Kritik heißt es: 

„Doch nicht nur die historischen Sets sind eine Herausforderung, der das Team nicht immer gerecht wurde, der Film scheitert vor allem an seinem eigenen aufklärerischen Anspruch.“

Kritik und Einschätzungen zur Nominierung in der Kategorie „Bester fremdsprachiger Film“ bei den Oscars 2013:
- blogFILMFRAGE.net: OSCARS 2013 Film #33: “Kon-Tiki” - Nominiert in der Kategorie “Bester fremdsprachiger Film”

## Auszeichnungen
Kon-Tiki wurde für den Golden Globe nominiert in der Kategorie für den besten fremdsprachigen Film.
Kon-Tiki wurde 2013 für die 85. Verleihung des Oscars als einer der fünf Kandidaten in der Kategorie „Bester Fremdsprachiger Film“ nominiert.

## Buch zum Film
- Thor Heyerdahl: Kon-Tiki. List, Berlin 2013, ISBN 978-3-548-61115-0. (Sonderausgabe der deutschen Originalausgabe von 1949)